# Corolla calceola
Corolla calceola är en snäckart som först beskrevs av Addison Emery Verrill 1880.  Corolla calceola ingår i släktet Corolla och familjen Cymbuliidae. Inga underarter finns listade i Catalogue of Life.